# Jimmy Bain
James Stewart „Jimmy“ Bain (19. prosince 1947, Newtonmore, Highland, Skotsko – 23. ledna 2016, Atlantický oceán) byl skotský baskytarista, který byl členem skupin Rainbow a Dio, stejně jako doprovodné kapely hudebníka Johna Calea.

## Kariéra
Narodil se ve skotské vesnici Newtonmore a původně hrál na kytaru. Jako teenager hrál s několika amatérskými lokálními skupinami, například Nick and the Sinners a The Embers. Později krátce žil v Kanadě, avšak nakonec se vrátil zpět do Skotska, kde roku 1972 založil kapelu Choker. S tou nahrál jednu demonahrávku pro vydavatelství EMI Records, avšak následně se odstěhoval do Londýna. V té době působil v kapele Harlot. Později, v roce 1975, nahradil původního baskytaristu Craiga Grubera ve skupině Rainbow. V roce 1976 s kapelou nahrál desku Rising a podílel se i na koncertní desce On Stage. Již roku 1977 kapelu opustil. Následně spolupracoval s velšským hudebníkem Johnem Calem; vedle alba Animal Justice, na kterém hrál, s ním odehrál také turné. Roku 1978 hrál spolu s dalšími Caleovými spolupracovníky na Calem produkovaném albu Some Things Never Change zpěváka Davida Kubince. V roce 1978 založil s kytaristou Brianem Robertsonem skupinu Wild Horses, v níž byl kromě pozice baskytaristy také hlavním zpěvákem. Skupina ukončila svou činnost po vydání dvou studiových alb v roce 1981. V té době se rovněž podílel na sólových nahrávkách Phila Lynotta ze skupiny Thin Lizzy.
Roku 1982 založil spolu s bývalým zpěvákem Rainbow Ronniem Jamesem Diem kapelu Dio, s níž hrál až do roku 1989 (členem kapely se znovu stal v roce 1999 a hrál s ní do roku 2004). Se skupinou nahrál šest studiových alb a je spoluautorem několika jejích písní. V roce 1983 jej pozvali členové německé kapely Scorpions, aby hrál na albu Love at First Sting (deska nakonec vyšla až v roce 1984), přičemž následně dostal nabídku stát plnohodnotným členem kapely, což však odmítl. Bain není uveden v bookletu desky jako jeden z hráčů, avšak vyjádřil se, že dostal značné množství peněž, díky čemuž mu to nevadilo. Jeho party na desce byly totiž odstraněny a nahrány jiným hudebníkem, neboť management kapely údajně chtěl, aby všichni členové byli Němci.
Roku 1985 byl působil v dobročinném projektu Hear 'n Aid. V letech 1989 až 1990 byl členem kapely World War III. Od roku 2005 spolupracoval s dalším členem kapely Dio, bubeníkem Vinnym Appicem, na projektech The Hollywood All Starz a 3 Legged Dogg. První jmenovaná hrála pouze koncerty, při nichž uváděla písně kapel, v nichž dříve působili jednotliví členové. Kapela 3 Legged Dogg naopak nahrála desku s originálními písněmi. V roce 2012 založil s Appicem a dalšími bývalými členy Dio kapelu Last in Line, s níž hrál až do své smrti.
V lednu 2016 byl na plavbě nazvané Hysteria on the High Seas, pořádané kapelou Def Leppard, kde měla vystupovat i skupina Last in Line s Bainem. Ještě před vystoupením Last in Line byl však Bain nalezen ve své kabině mrtev. Následně bylo zjištěno, že příčinou smrti byl karcinom plic, přestože to nebylo Bainovi za života diagnostikováno. Ke konci života však měl problémy se zápalem plic. Necelý měsíc po jeho smrti vyšlo první album kapely Last in Line nazvané Heavy Crown. V letech 1979 až 1988 byla jeho manželkou Lady Sophia Crichton-Stuart. Měli spolu dceru Samanthu. V době hudebníkovi smrti byla jeho manželkou Julie Wilson. V květnu roku 2012 byl v kalifornském městě Burbank zadržen za řízení automobilu pod vlivem drog. Z vazby byl propuštěn, když za něj byla zaplacena kauce ve výši 60 tisíc amerických dolarů. Nakonec byl zproštěn viny a bylo mu vyplaceno vysoké odškodné.

## Diskografie

### Rainbow
- Rising (1976)
- On Stage (1977)
- Live in Germany (1990)

### Mike Montgomery
- Solo (1976)

### John Cale
- Animal Justice (1977)

### David Kubinec
- Some Things Never Change (1978)

### Phil Lynott
- Solo in Soho (1980)
- The Philip Lynott Album (1982)

### Wild Horses
- The First Album (1980)
- Stand Your Ground (1981)

### Gary Moore
- Dirty Fingers (1983)

### Dio
- Holy Diver (1983)
- The Last in Line (1984)
- Sacred Heart (1985)
- Intermission (1986)
- Dream Evil (1987)
- Magica (2000)
- Killing the Dragon (2002)

### World War III
- World War III (1991)

### 3 Legged Dogg
- Frozen Summer (2006)